# Samsung SGH-I600
Samsung SGH-I600 – smartfon firmy Samsung.
Jest wyposażony w klawiaturę QWERTY i czytnik kart microSD. Jest obsługiwany przez system operacyjny Windows Mobile 5.0. Samsung udostępnił jednak aktualizację do Windows Mobile 6.0 oraz 6.1 (wersja 6.1 nie jest spolszczona).
- Obsługa standardów: GSM 850 900 1800 1900, UMTS, XHTML, WAP 2.0, HSDPA, GPRS, EDGE, Bluetooth 2.0, Wi-Fi 802.11b/g, USB 1.1, SyncML, Java MIDP 2.0 (po zainstalowaniu dodatkowej aplikacji)
- Formaty audio: AAC/AAC+, WMA, MP3, WAV, AMR, MIDI, i-melody
- Formaty wideo: MPEG4, H.263, H.264, WMV, AMR NB
- przeglądanie plików: pdf, pps, ppt, doc, xls
- obsługuje karty pamięci microSD (Trans-Flash) teoretycznie do 2 GB, jednak po zainstalowaniu odpowiednich sterowników obsłuży również microSDHC (>4 GB)